# Макартур, Малкольм
Малкольм Джулиан Макартур (англ. Malcolm Julian McArthur; 30 июля 1882, Сидней — 1961, Олбери, Новый Южный Уэльс, Австралия) — австралийский регбист, чемпион летних Олимпийских игр 1908 года в составе команды Австралазии.

## Биография
Уроженец Сиднея. Школу не окончил, бросив её, работал в страховой компании New York Life Insurance Company. Регби занимался с 14 лет (1898 год) в команде «Уорригалс» из Дабл-Бэй. В 1900 году в связи с угрозой расформирования команды «Уорригалс», которую подозревали в попытке профессионализации спорта, её члены создали клуб «Истерн Сабёрбз», куда потом многие игроки и переходили. В 1903 году Макартур перешёл в «Рэндуик», а на следующий сезон перешёл в «Истерн Сабёрбз», где играл в одном составе с некоторыми будущими игроками в регбилиг. В 1906 году «Истс» вышли в полуфинал чемпионата Нового Южного Уэльса, причём Макартур был капитаном команды в том сезоне. На некоторое время он сделал паузу в карьере, вернувшись в команду в 1908 году, однако она уже была ослаблена из-за массового перехода нескольких игроков в одноимённый регбилиг-клуб.
В составе сборной Австралии участвовал в турне по Великобритании в 1908—1909 годах (капитаном команды был Падди Моран), хотя за сборную Нового Южного Уэльса к тому моменту не сыграл ни встречи. Представители компании поддержали отправлявшегося в турне Макартура, а руководство сборной торжественно вручило ему дорожную сумку на проводах. Перед отъездом Макартур сыграл за команду Нового Южного Уэльса против англо-валлийской сборной, проводившей турне: он выступил на позиции пропа вместе с Томом Гриффином и Эдди Макинтайром, уступив место Чарльзу Хамманду. Тот матч прошёл при дождливой погоде, а англо-валлийская сборная победила 3:0 благодаря занесённой попытке валлийца Уилли Моргана. 
Макартур сыграл в 15 матчах из 38. В рамках турне его дебют состоялся в игре против валлийского клуба «Пениграйг» (победа 11:3), в котором он забил штрафной. Позже он сыграл против команды Лондона (3:0), объединённой команды Мидлендса и Ист-Мидлендса (поражение 5:16, в игре участвовал Эдгар Моббс). В тест-матче против Уэльса уступил место Чарльзу Хамманду в основном составе, но после удаления Тома Гриффина в матче против «Суонси» вернулся в основной состав к Чарльзу Хамманду и Джону Барнетту. Он провёл матч в рамках Олимпийских игр в Лондоне за команду Австралазии (формально представляла Австралию и Новую Зеландию, фактически ею была регбийная сборная Австралии) против Великобритании (клуб «Корнуолл»), в котором Австралазия победила со счётом 32:3. Эта победа принесла Макартуру золотую олимпийскую медаль. Первый и единственный тестовый матч за сборную Австралии он сыграл 9 января 1909 года в Блэкхите против Англии (победа 9:3).
От продолжения карьеры в регбилиг Макартур отказался наотрез, играя до 1914 года за клуб «Истс». В конце 1920-х годов он занял пост тренера команды, выиграв с ней чемпионат Сиднея 1931 года.

## Стиль игры
Макартур обладал не только хорошей скоростью, но и отлично играл в обороне: исходя из этого, руководители команды «Истерн Сабёрбз» ставили его часто на позицию восьмого, хотя себе имя он также сделал, играя на позиции пропа.